# A hulla eltűnik
A hulla eltűnik egy 1942-es thriller, Lugosi Béla főszereplésével.

## Cselekmény
|  | Alább a cselekmény részletei következnek! |

Dr. Lorenz megalkotta a fiatalság szérumát, amivel visszahozhatja felesége egykori szépségét. Ennek előállításához azonban fiatal nők vérére van szükség, ezért menyasszonyokat rabol el a cél eléréséhez.
|  | Itt a vége a cselekmény részletezésének! |

## Szereplők
- Lugosi Béla – Dr Lorenz
- Luana Walters – Patricia Hanter
- Tristram Coffin – Dr Foster
- Elizabeth Russell – Lorenzné
- Minerva Urecal – Fagah
- Angelo Rossitto – Toby
- Joan Barclay – Alice Wentworth
- Kenneth Harlan – Keenan